# Stawiec (województwo dolnośląskie)
Stawiec (niem. Steffitz) – wieś w Polsce położona w województwie dolnośląskim, w powiecie milickim, w gminie Milicz.

## Opis i położenie
Stawiec jest podzielony na dwie części. Pierwsza, ciągnie się od Wszewilek do drugiej części. Druga, ciągnie się od drogi na Gogołowice do pierwszej części.

## Podział administracyjny
W latach 1975–1998 miejscowość położona była w województwie wrocławskim.

## Nazwa
Nazwa pochodzi od polskiej nazwy zbiornika wodnego „stawu”. Heinrich Adamy w swoim dziele o nazwach miejscowości na Śląsku wydanym w 1888 roku we Wrocławiu wymienia jako najstarszą zanotowaną nazwę miejscowości Stawiec podając jej znaczenie „Teichdorf” czyli po polsku „Wieś przy stawie”. Pierwotna polska nazwa została później przez Niemców fonetycznie zgermanizowana na Steffitz tracąc swoje pierwotne znaczenie.